# Stor-Ekåtjärnen
Stor-Ekåtjärnen är en sjö i Vindelns kommun i Västerbotten och ingår i Sävaråns huvudavrinningsområde.